# 1220 Crocus
Crocus (asteróide 1220) é um asteróide da cintura principal, a 2,8014602 UA. Possui uma excentricidade de 0,068407 e um período orbital de 1 904,71 dias (5,22 anos).
Crocus tem uma velocidade orbital média de 17,17566694 km/s e uma inclinação de 11,36417º.
Esse asteróide foi descoberto em 11 de Fevereiro de 1932 por Karl Reinmuth.